# Centro commerciale Le Torri
Il centro commerciale "Le Torri"  è un centro commerciale di Firenze.
Trovandosi lungo Via Antonio Canova (in pieno Argingrosso) ed essendo situato non molto vicino al rione de Le Torri, è attualmente conosciuto dagli abitanti della zona come l'Esselunga di Via Canova. Tale denominazione è utilizzata anche nei volantini pubblicitari del supermercato.

## Storia
Nel 1988 il comune di Firenze e l'Esselunga bandirono un concorso per la realizzazione di un centro commerciale nel quartiere popolare dell'Isolotto.
L'anno successivo venne decretato vincitore il progetto del ticinese Mario Botta, il quale in tempi assai brevi tradusse il progetto di massima negli elaborati esecutivi necessari all'apertura del cantiere. I lavori furono avviati nell'aprile del 1990 e portati a termine in ventisette mesi, con l'inaugurazione nel 1992.

## Architettura
Il lotto è delimitato a sud dall'asse di viale Canova, principale arteria di collegamento del quartiere con la viabilità tangenziale, ed a est dalla via dei Bassi, dove è situato l'accesso meccanizzato al parcheggio. Il tessuto urbano circostante è costituito da stecche di edifici in linea di 6 e 7 piani, distribuite disordinatamente sull'area e caratterizzate da un'indifferenziata immagine architettonica.
Il centro commerciale svolge il ruolo di polo di aggregazione in un quartiere periferico privo di identità e infrastrutture. L'area non edificata del lotto è in parte destinata a parcheggio e in parte a percorsi alberati e giardino: lungo l'asse del viale Canova si articola un camminamento su due livelli fiancheggiato da un filare di pioppi mentre all'estremità nord orientale è situato un giardino recintato, con vasca ottagonale in marmo al centro, manto erboso con giochi per bambini ed alberature e siepi a formare un anello circolare.

## Esterno
Il complesso presenta una volumetria compatta, giocata sulle scansioni orizzontali e sull'articolazione dei percorsi ed uniformata dalla tessitura in mattoni. Il corpo principale, la galleria commerciale, è situato all'angolo sud occidentale del lotto e presenta una pianta rettangolare sviluppata su un unico livello. Verso viale Canova si apre il fronte principale dell'edificio, contrassegnato dall'ampia apertura della galleria: questa è connotata dal disegno delle due travi reticolari dal profilo lenticolare, raccordate al centro da un lucernario trasparente voltato a botte e impostate su una coppia di pilastri in cemento. Ai due lati dell'ingresso si allineano, in rigorosa simmetria, i fianchi in laterizio scanditi ciascuno da due aperture circolari, evidente omaggio all'architettura di Kahn e Scarpa. L'intero fronte è raccordato e segnato da un percorso pedonale, su due livelli e parallelo al viale, con alle due estremità (l'intersezione con la via dei Bassi e l'ingresso della galleria) due corpi circolari - rispettivamente in pianta un cerchio e una porzione di cerchio - che fungono da chiari segnali di orientamento nel confuso paesaggio urbano ed ospitano le scale di accesso al percorso rettilineo in quota. Tale percorso è qualificato dalla scansione dei massicci pilastri, che disegnano uno pseudo porticato con 24 aperture architravate, e dalla campitura in mattoni faccia vista, nella quale si inseriscono i tagli dei parapetti ed i gocciolatoi in cemento.
I fronti est ed ovest della galleria sono caratterizzati da una sequenza di moduli in mattoni, più bassi rispetto alla quota della galleria centrale, che denotano nel profilo curvilineo la retrostante copertura voltata. Questi presentano al centro un'apertura ad arco ribassato, rivisitazione in chiave moderna del tema della serliana, che serve da accesso di servizio ai negozi, e sono raccordati in alto dal segno orizzontale della fascia cordolo in mattoni. Sul lato orientale la teoria di nove moduli è interrotta dall'ingresso laterale alla galleria ed al parcheggio sotterraneo, segnalato da un portale tripartito; su quello occidentale uno dei moduli è sostituito dall'ingresso al cortile per lo scarico delle merci e l'accesso ai parcheggi presenta una semplice apertura bipartita. Il lato settentrionale è invece costituito da un muro completamente cieco.

## Interno
Intorno al 2010 il supermercato è stato oggetto di un'importante ristrutturazione interna che ha portato a numerosi cambiamenti della struttura.

### Prima della ristrutturazione (1992 - 2010)
La distribuzione degli spazi interni è chiaramente esplicitata nell'articolazione dei volumi. L'ampia galleria a sviluppo longitudinale (con volta a botte e copertura metallica) funge da elemento distributivo: sui lati maggiori sono situati i negozi (6 sul lato est e 4 su quello ovest) e la banca; al centro è collocato il sistema dei collegamenti (doppia rampa di scale e tapis-roulant di accesso al piano interrato dei garage) segnalato sui due lati dai corpi semicircolari dei chioschetti. Sul fondo della galleria si trova l'ingresso al supermercato, caratterizzato da un'ampia parete vetrata con porte d'ingresso riquadrate da cornici in acciaio. L'interno del supermercato si configura come un unico grande vano, diviso unicamente dagli scaffali delle merci: sul fondo sono situati gli uffici, i servizi ed i magazzini. All'esterno del centro commerciale, all'intersezione con il percorso pedonale, sono situati i due volumi tecnici della caldaia e della centrale elettrica, semplici volumi stereometrici in mattoni in posizione speculare.

### Dopo la ristrutturazione (2010 - attuale)
L'area del supermercato è stata notevolmente ampliata, con conseguente spostamento di tutte le casse. Per fare ciò, è stato necessario eliminare i chioschetti centrali, le scale ed i tapis-roulant collegati con i garage. Ad oggi, per accedere a questi ultimi sono disponibili solo degli ascensori (comunque ampi e numerosi) posti sul lato di Via Canova. Gli interventi di ristrutturazione hanno portato inoltre ad una drastica diminuzione dei negozi all'interno del Centro Commerciale: rimangono infatti soltanto la profumeria ed il bar. Al centro dell'ampia area venuta a crearsi rimuovendo i chioschetti è stata posta la cassa centrale ed il banco informazioni.

## Fortuna critica

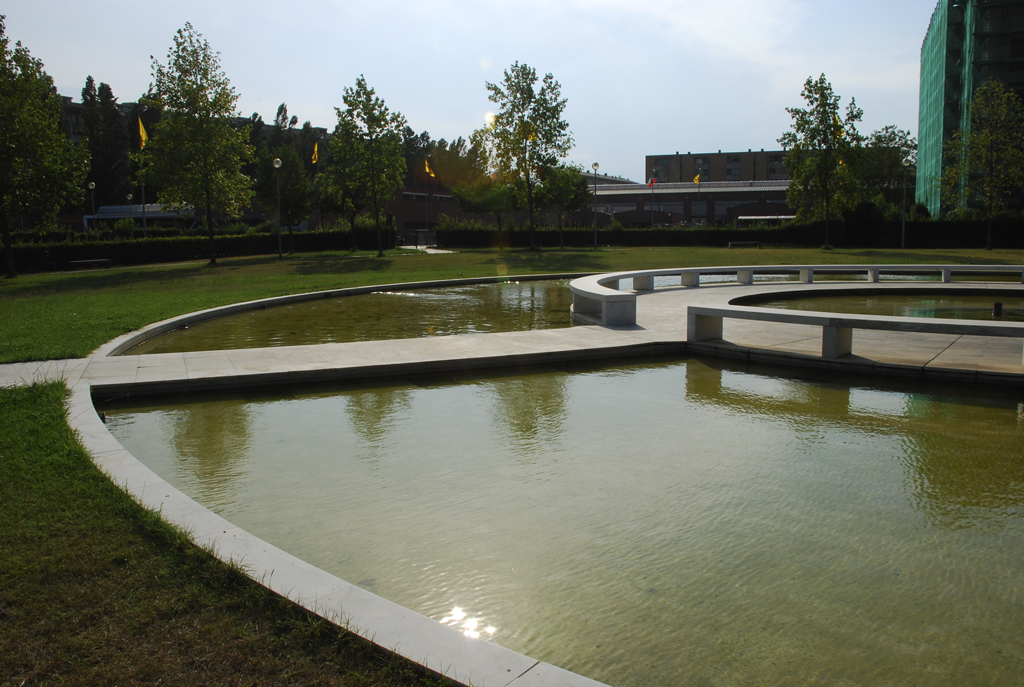
Centro commerciale "Le Torri", fontana.

Scarsi i giudizi critici sull'opera: per Polano (1993) il valore dell'intervento consiste principalmente nella dimensione urbana, capace di innescare un processo di riqualificazione di un brano periferico di città, e nel contributo originale, dal punto di vista funzionale, alla tipologia del centro commerciale. Secondo Maria Chiara Torricelli particolare attenzione merita l'aspetto costruttivo, giacché il cantiere del centro commerciale si pone ancora nei termini raccomandati da Viollet-le-Duc, oscillanti tra preoccupazione legata alla "forma apparente" degli elementi architettonici e "verità rispetto al programma ed ai metodi costruttivi", offrendo un esempio di ricerca di conciliazione fra volontà e vincoli diversi.